# (612101) 1999 RJ215
(612101) 1999 RJ215 est un objet du disque des objets épars.

## Caractéristiques
(612101) 1999 RJ215 mesure environ 140 kilomètres de diamètre.